# یونیا کلودیلا

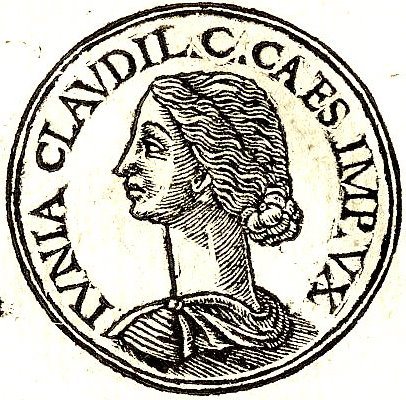

یونیا کلودیلا (به لاتین: Junia Claudilla) نخستین همسر کالیگولا پیش از رسیدن او به امپراتوری روم بود. او دختر مارکوس یونیوس سیلانوس، از سخنوران برجسته و کنسول سوفِکتوس در سال ۱۵ پس از میلاد بود. یونیا در سال ۳۳ میلادی با ترتیبات اتخاذشده توسط تیبریوس، امپراتور وقت روم به همسری سزار گایوس کالیگولا درآمد اما چند سال بعد به‌هنگام دنیاآوردن فرزندش درگذشت.